# C-Station
C-Station(일본어: シーステイション株式会社 시 스테이숀 가부시키가이샤[*])은 비 트레인 프로덕션의 확장으로 2009년에 설립된 일본의 애니메이션 제작사로, 전 프로듀서이자 비 트레인의 프로덕션 매니저였던 마루 료지가 회장을 맡고 있다.
2012년 C-Station은 비 트레인에서 분리되었고 2013년에는 성각의 용기사 시리즈를 애니메이션화하여 첫 번째 제작 쇼로 만들 것이라고 발표되었다.

## 작품

### 텔레비전 애니메이션
- 성각의 용기사
- 스타뮤
- 패궁 봉신연의
- 유루캠△
- 실내캠핑△
- 유루캠△ SEOSON 2
- Opus.COLORs

### 극장 애니메이션
- 극장판 유루캠△

### OVA
- 스타뮤